# Малый 700 (кладбище)
Кладбище «Малый 700» (англ. Baby 700 Cemetery) — воинское кладбище комиссии Содружества наций по уходу за военными захоронениями, расположенное в районе бухты Анзак, на Галлиполийском полуострове. На нём покоятся останки солдат Антанты, погибших в Дарданелльской операции.

## Терминология
Изначально название Малый 700 для этого холма появилось в заметках картографов на географических схемах союзников. Высота одного из холмов в горной цепи Сари-Баир была обозначена 700 футов над уровнем моря, а его вершина выделена малым кружком. Область к северу отсюда вокруг ещё одного 700-футового холма на картах отмечалась кружком больших размеров, с ремаркой Большой 700. Эти обозначения холмы унаследовали в качестве своих названий и использовались войсками Содружества. Малый 700 сохранял своё имя на протяжении всей кампании, Большой 700 позднее был переименован в Линкорский холм. Действительная высота Малого 700 равняется 590 футов (180 метров).

## Обстановка в районе боевых действий
25 апреля 1915 года австралийские и новозеландские части десантировались в секторе бухты Анзак. Позиция Малый 700 была захвачена ранним утром в день высадки частями 11-го и 12-го батальонов 3-й австралийской бригады и стала ареной кровопролитных боёв. В течение дня османские войска предпринимали многократные попытки контратаковать с флангов, пытаясь выбить противника, и к вечеру им это удалось.
В дальнейшем этот участок обороны был существенно развит, турецкие укрепления включали в себя до семи полос траншей, из которых позиции АНЗАК хорошо просматривались. Многократные попытки прорвать османские защитные порядки, самые серьёзные из которых Антанта предприняла 2 мая и 7 августа 1915 года, успехом не увенчались и Малый 700 остался за турками до конца кампании.

## Описание
Кладбище было организовано только после наступления перемирия из останков, обнаруженных на склонах холма и прилегающих территорий. Оно занимает площадь 1240 м², по бокам обрамлено насаждениями кустарника. Заднюю границу территории формирует полоса деревьев.
На кладбище захоронено 23 австралийца, 10 новозеландцев, один британский моряк королевской военно-морской дивизии и 449 человек, чью воинскую принадлежность установить не удалось, хотя считается, что основная масса останков принадлежит военнослужащим 11-го и 12-го батальонов 3-й бригады австралийских имперских сил. Имена десяти из них высечены на специальных надгробиях.